# Hemioplisis fasciata
Hemioplisis fasciata là một loài bướm đêm trong họ Geometridae.